# Eupithecia grisescens
Eupithecia grisescens är en fjärilsart som beskrevs av Karl Dietze 1913. Eupithecia grisescens ingår i släktet Eupithecia och familjen mätare. Inga underarter finns listade i Catalogue of Life.